# Jean Bouzerand
 (septembre 2011).
Si vous disposez d'ouvrages ou d'articles de référence ou si vous connaissez des sites web de qualité traitant du thème abordé ici, merci de compléter l'article en donnant les références utiles à sa vérifiabilité et en les liant à la section « Notes et références ».
Eugène Jean Baptiste Bouzerand, dit Jean Bouzerand, né le 19 janvier 1878 à Cahors, où il est décédé le 2 octobre 1965, est un journaliste français.

## Biographie
Après des études secondaires à Cahors, Jean Bouzerand a vécu à Paris au début des années 1900. Il était l'ami du musicien  Philippe Gaubert, lui aussi originaire de Cahors. Grâce à ce dernier, il a rencontré les grands musiciens, les écrivains et les journalistes marquants de l'époque. Musicien lui-même, violoniste, mélomane, il fréquentait les grands concertistes, notamment ceux des concerts Pasdeloup ou de l'Opéra de Paris (dont le violoniste Jean Nouyrit, également originaire de Cahors), se mêlant parfois à ces orchestres pour apporter un modeste concours au violon, aux clochettes ou aux castagnettes de concert. Il narrait qu'il lui était arrivé assez fréquemment à cette époque de jouer aux échecs dans des brasseries de  Montparnasse, La Rotonde, ou Le Dôme, avec Lénine. De 1909 à 1912, le futur Révolutionnaire habita non loin de là  rue Marie-Rose et fréquentait de nombreux bistrots alentour.

## Journalisme
Dans l'entre-deux guerres, Jean Bouzerand collabore en tant que journaliste à La Petite Gironde, à l'époque le principal quotidien de la région de Bordeaux, ainsi qu'à l'Agence Havas. Après la guerre, il collabore à La Victoire (1944), Sud Ouest, le successeur de La Petite Gironde après l'interdiction de reparution de celle-ci en 1944, et il est le correspondant départemental du Monde, de France-Soir ainsi que de l'AFP.
Dans les années 1930, Jean Bouzerand est également rédacteur à la préfecture du Lot.

## Musique
Jean Bouzerand a  écrit, dans les journaux auxquels il contribuait, beaucoup d'articles consacrés à la musique, à l'histoire et à la protection du patrimoine historique, avec un intérêt particulier pour ce dernier thème. Dans les années 1930 il a obtint de la municipalité de Cahors la création d'un square portant le nom de Philippe Gaubert. Une correspondance échangée entre eux deux en porte témoignage. Cette correspondance fait partie d'une collection privée[Interprétation personnelle ?].
Jean Bouzerand utilisait parfois le nom de Jean Bouzerand de Roquebilière  (du nom d'une terre proche de Cahors qui appartenait à sa famille).

## Sources
- Jean Bouzerand, membre de l'Union cycliste internationale, était en 1892, un des responsables du Véloce-club cadurcien[3].
- Les informations ayant permis de rédiger le texte de cette page proviennent essentiellement des articles nécrologiques publiés en octobre 1965 par Le Monde, Sud-Ouest (notamment un article de Jean Guilhem) et du livre de Martin Malvy " Des racines, des combats et des rêves " Entretiens avec Jean-Christophe Giesbert et Marc Teynier. Éditeur : Michel Lafon, Paris, 2010.